# Конденсор

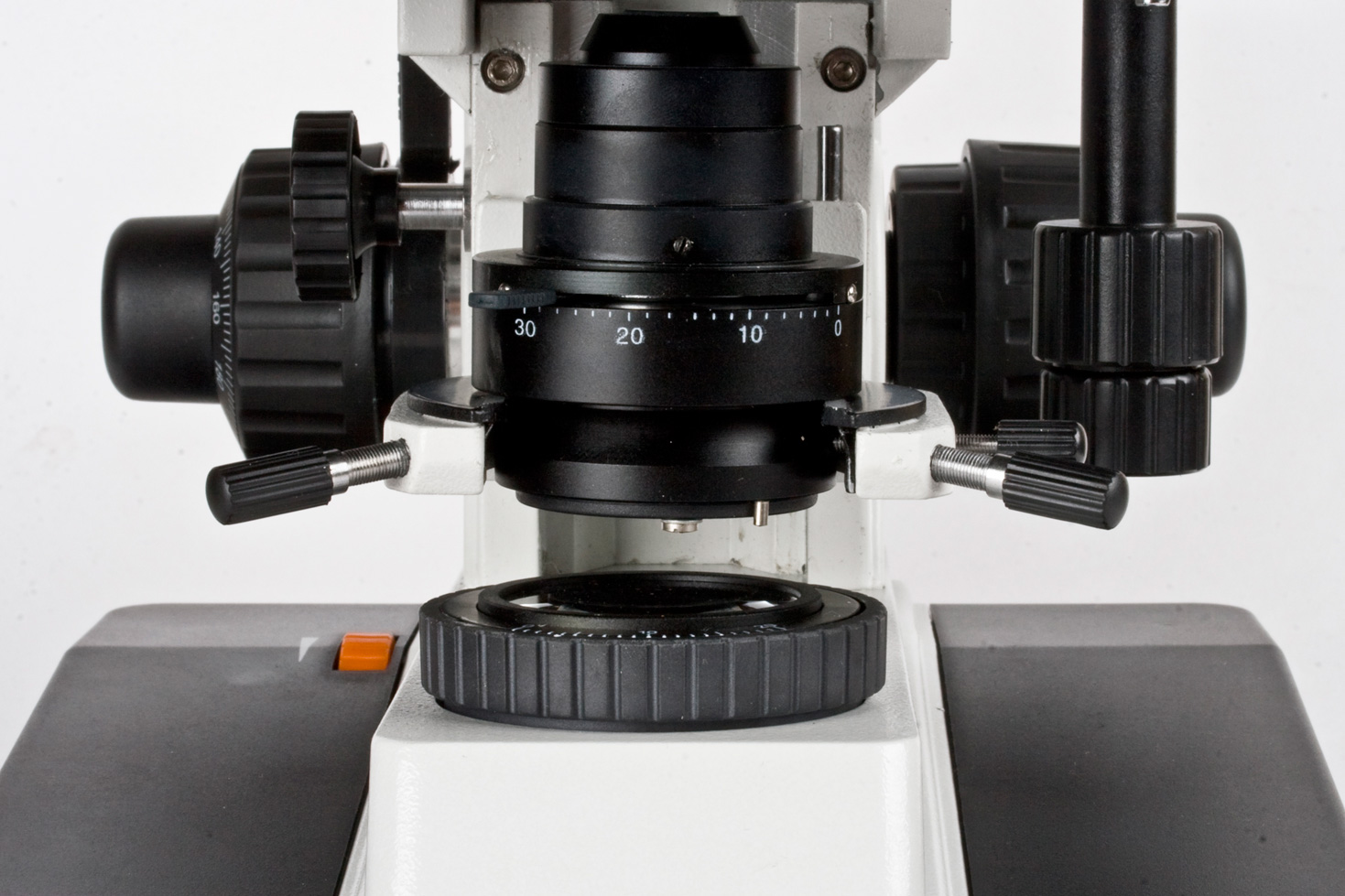
Конденсор микроскопа «Альтами-138».

Оптическая схема осветителя проектора. Тепловой фильтр устанавливается в тех случаях, если для освещаемого объекта нежелателен нагрев.

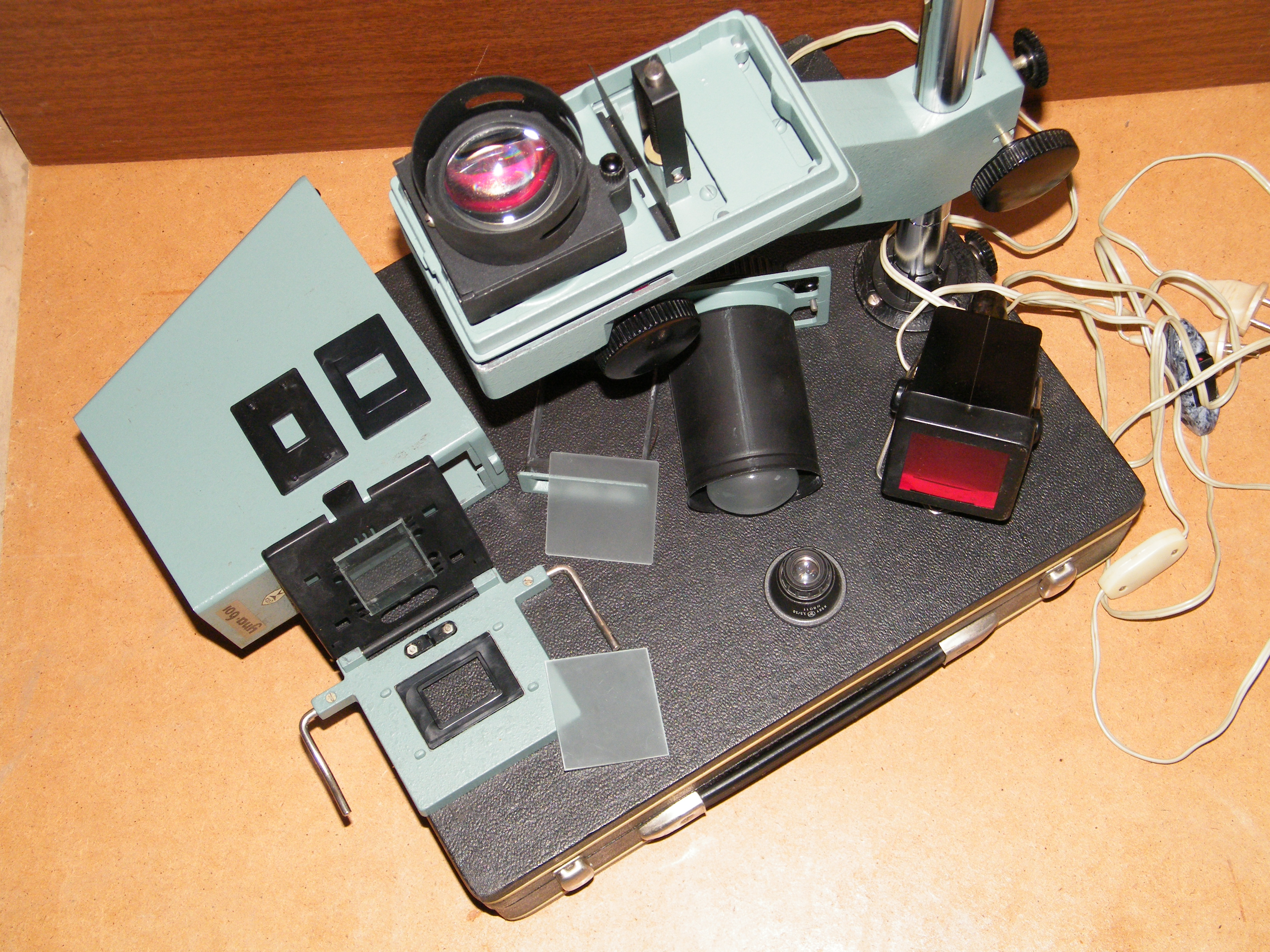
Разобранный фотоувеличитель УПА-601, конденсор в оправе чёрного цвета.

Конде́нсор (лат. condenso — уплотняю) — линзовая, зеркальная или зеркально-линзовая оптическая система, собирающая лучи от источника света и направляющая их на рассматриваемый или проецируемый предмет.

## Принцип действия
Назначение конденсора — направить как можно больше светового потока источника света, прошедшего через проецируемый предмет, в объектив проецирующей оптической системы. Поэтому конденсор выполняют как объектив, строящий действительное изображение источника света в плоскости первой линзы главного объектива.

## Конструкция
Конструкция конденсора тем сложнее, чем больше его числовая апертура. При числовой апертуре до 0,1 применяют одиночные линзы, при 0,2—0,3 — двухлинзовые системы, свыше 0,3 — трёхлинзовые.
Наиболее распространены конденсоры из двух плоско-выпуклых линз, обращённых сферическими поверхностями друг к другу. Эта схема позволяет уменьшить сферические аберрации.
В кинопроекционных аппаратах в основном применяются зеркальные конденсоры с углом охвата собираемых лучей до 240°. Поверхности зеркал в таких конденсорах часто имеют параболическую или эллипсоидную форму.
Особый тип конденсоров, направляющих пучок света мимо фронтальной линзы объектива, используется в темнопольной микроскопии.

## Применение
- Микроскоп
- Проектор
- Фотоувеличитель
- Сенситометр